# Beniamino Depalma

Erzbischofswappen von Beniamino Depalma

Beniamino Depalma CM (* 15. Mai 1941 in Giovinazzo) ist ein italienischer Ordensgeistlicher, Erzbischof und emeritierter römisch-katholischer Bischof von Nola.

## Leben
Beniamino Depalma trat der Ordensgemeinschaft der Lazaristen bei und empfing am 3. April 1965 die Priesterweihe.
Papst Johannes Paul II. ernannte ihn am 7. Dezember 1990 zum Erzbischof von Amalfi-Cava de’ Tirreni. Die Bischofsweihe spendete ihm der Erzbischof von Neapel, Michele Kardinal Giordano, am 26. Januar des nächsten Jahres; Mitkonsekratoren waren Ferdinando Palatucci CM, Alterzbischof von Amalfi-Cava de’ Tirreni, und Ciriaco Scanzillo, Weihbischof in Neapel.
Am 15. Juli 1999 wurde er unter Beibehaltung des persönlichen Titels eines Erzbischofs zum Bischof von Nola ernannt und am 16. Oktober desselben Jahres in das Amt eingeführt.
Beniamino Depalma ist Großoffizier des Ritterordens vom Heiligen Grab zu Jerusalem und Großprior der italienischen Statthalterei Meridionale Tirrenica.
Am 11. November 2016 nahm Papst Franziskus seinen altersbedingten Rücktritt an.